# Nardovník pravý

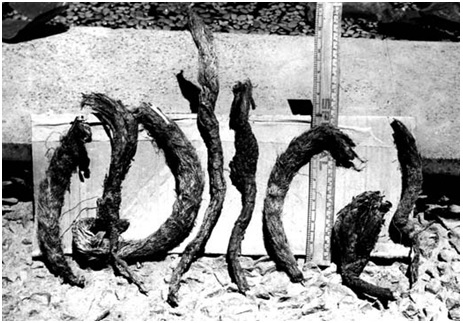
Sušící se oddenky

Nardovník pravý (Nardostachys jatamansi) je nevysoká, vytrvalá, trsnatá bylina, která na konci léta kvete světle růžovými či namodralými zvonkovitými květy. Je původní druh z Asie a v tradiční čínské a indické medicíně je pro svůj vřetenovitý oddenek dlouhodobě považována za významnou léčivou rostlinu. Pochází konkrétně ze střední Číny a oblastí okolo Himálaje, ovšem z volné krajiny se bylina rychle vytrácí a je silně ohrožena vymizením. Je jediným druhem rodu nardovník, kterému je nejbližší příbuzný rod kozlík.

## Rozšíření
Roste hlavně na severu a jihu centrální Číny, v Tibetu a v oblastech na východě i západě Himálaje. Mimo čínské území se vyskytuje v Bangladéši, Nepálu a Myanmaru. Druhotně byl lidmi rozšířen do blízkého Bhútánu i vzdálenějšího Japonska.

## Ekologie
Roste na plném slunci i v polostínu, potřebuje však vždy mírně vlhkou půdu. Vyrůstá na místech se zeminou lehkou písčitou, středně těžkou hlinitou i těžkou jílovitou. Vyhovují mu půdy od mírně kyselé po mírně zásaditou. Pokud nemá dostatek živin, vytvoří pouze listovou růžici a nikoliv lodyhu s květy. Jeho stanoviště se obvykle nachází ve vlhké oblasti na svažitém terénu v nadmořské výšce od 3000 do 5000 m n. m.
Vegetační doba druhu je vzhledem k výše zmíněné nadmořské výšce poměrně krátká, trvá od května do konce října. Kvete od června do srpna a plodí od srpna do září. V říjnu začínají listy i lodyha usychat a zimu přečkává jen podzemní část přikrytá sněhem. Rostlině může trvat tři až pět let, než dosáhne reprodukční zralosti, kdy vykvete a vytvoří semena. Ideální čas pro sběr oddenků nastává nejdříve třetím rokem, obvykle probíhá v době od října do prosince.
K rozmnožování dochází vegetativní cestou (oddenky) nebo generativně (semeny). Dlouhověkost druhu není dobře prozkoumána, ale jeho generační délka určitě přesahuje tři roky a může trvat až deset let.

## Popis
Vytrvalá aromatická rostlina vysoká okolo 20 cm, za květu výjimečně i 50 cm. Její přízemní listy vyrůstají v husté listové růžici, jsou úzce kopinaté či čárkovitě obkopinaté, slabě kožovité a mají tří až pětičetnou žilnatinu, bývají 15 až 20 cm dlouhé a 2,5 cm široké. Kořen je robustní a na něj jsou napojené krátké tlusté a větvené oddenky porostlé červenohnědými chloupky. Lodyha je přímá, dutá, 20 až 40 cm vysoká, drsně chlupatá, podélně rozbrázděná, na vrcholu rozvětvená a vyrůstá z pod růžice listů. Je porostlá dvěma či třemi páry lichozpeřených vstřícných listů, které jsou přisedlé, kopinaté a vyrůstají z pochev, jejich lístky jsou přisedlé, zubaté až celokrajné a všechny jsou stejně velké.
Vonné květy nardovníku pravého jsou sestaveny do vrcholíkovitých lat složených z vidlanů. Před každým rozvětvení květenství vyrůstají dva nevelké listeny. Drobné, asi 3 mm velké, načervenalé, oboupohlavné květy se rozvíjejí v letních měsících. Kalich je během kvetení téměř neznatelný, později se vyvine ve chmýr. Koruna je pěticípá, nálevkovitá a má vespod dutý hrbolek, ve kterém ústí žlázky produkující nektar. Spodní semeník vznikl ze tří plodolistů, má tři oddíly, vajíčko je však pouze v jednom z nich. Tyčinky jsou tři a vyčnívají na dlouhých nitkách z koruny, k jejíž trubce nitky spodinami přirůstají. Z vrcholu pestíku roste dlouhá čnělka rozeklaná ve tři blizny. Květy jsou protandrické, jejich opylení obstarává hmyz.
Plod je trojpouzdrá tobolka obsahující jediné semeno, nažku, která je ověnčená pérovitým, paprskovitě rozloženým chmýrem.

## Význam
Získaný kořen i oddenky se suší a následně drtí. Rozdrcený prášek se používá přímo jako léčivý prostředek nebo se přidává do mastí. Někdy se rozdrcené kořeny destilují ve vodní páře po dobu 9 až 18 hodin a získává se jantarově žlutý olej intenzivní sladké dřevité vůně, o husté konzistenci. Výtěžnost se přibližuje maximálně ku 2 %. Kvalita nardového oleje je ovlivněná stavem oddenků v době sklizně, způsobem sušení i vlastní destilací. Získaný olej se přidává do léčivých mastí a používá pro výrobu parfémů. Extrakty vykazují antihyperglykemické a antidiabetické účinky i protirakovinnou aktivitu, působí proti demenci při Alzheimerově chorobě a obnovují lokomotorickou aktivitu, svalovou koordinaci a redukují neuronální poškození při Parkinsonově chorobě; odzkoušeno na potkanech.
Záznamy o tradičním používání nardových kořenů a jejich užívání v léčivých směsích se v Indii a oblasti Himálaje datují do doby již od 500 do 1000 let před naším letopočtem, do Védského období. Farmakologické studie se dosud ne příliš úspěšně pokoušejí potvrdit jeho terapeutické vlastnosti, které jsou podle prastaré tradice téměř všeléčivé.

## Ohrožení
Tento druh se v přírodě sbírá pro své oddenky/kořeny, které jsou ceněné pro potencionální léčebné a kosmetické využití, v průběhu sklizně se však nenávratně zničí celá rostlina. Početní stavy divokých subpopulací se výrazně snižují a v následujícím desetiletí se předpokládá jejich další pokles nejméně o 80 %. Hlavní příčinou jsou antropogenní faktory, jež zahrnují nadměrnou sklizeň pro lidové léčitelství a nezákonný obchod, rozšiřující se pastvu domácích zvířat, likvidaci tradičních stanovišť a častou degradaci lesů následkem stavební činností. Obchod je u nardovníku pravého hlavním problémem pro jeho dlouhodobé přežití. V regionu převládá nelegální obchodování s tímto druhem a oficiální údaje o skutečné spotřebě rostlinného průmyslu jsou často zmanipulované, aby se vyhnuly zdanění. Například jen z Nepálu bylo v létech 2008 až 2018 ročně vyvezeno okolo 160 tun oddenků. Přitom údajů o vědomém pěstování byliny je minimum.
Podle IUCN je u této byliny předpokládán pro následné období výrazně klesající populační trend. Nardovník pravý je proto zařazen do kategorie kriticky ohrožených druhů (CR). Nadměrná sklizeň vedoucí k drancování přírody je příčinou, že tato bylina byla zařazena v CITES do přílohy č. II. To znamená, že její obchodování je na mezinárodní úrovni omezeno a podřízeno zvláštnímu dozoru.